# Brecon (Ohio)
Brecon es un lugar designado por el censo ubicado en el condado de Hamilton en el estado estadounidense de Ohio. En el Censo de 2010 tenía una población de 244 habitantes y una densidad poblacional de 167,93 personas por km².

## Geografía
Brecon se encuentra ubicado en las coordenadas 39°16′37″N 84°21′7″O / 39.27694, -84.35194. Según la Oficina del Censo de los Estados Unidos, Brecon tiene una superficie total de 1.45 km², de la cual 1.45 km² corresponden a tierra firme y (0.18%) 0 km² es agua.

## Demografía
Según el censo de 2010, había 244 personas residiendo en Brecon. La densidad de población era de 167,93 hab./km². De los 244 habitantes, Brecon estaba compuesto por el 84.84% blancos, el 2.05% eran afroamericanos, el 0% eran amerindios, el 0% eran asiáticos, el 2.05% eran isleños del Pacífico, el 7.79% eran de otras razas y el 3.28% pertenecían a dos o más razas. Del total de la población el 28.28% eran hispanos o latinos de cualquier raza.